# Орландо Аполлос
Орландо Аполлос (англ. Orlando Apollos) — профессиональный футбольный клуб, базировавшийся в Орландо, штат Флорида. Команда выступала в Восточной конференции Альянса американского футбола и прекратила свою деятельность после банкротства лига. Домашние матчи клуба проводил на «Спектрум-стэдиум».

## История
О создании нового профессионального футбольного клуба было объявлено в апреле 2018 года. Орландо стал первым городом, о создании команды в котором объявило руководство ААФ. Тогда же главным тренером клуба под рабочим названием «Альянс Орландо» был назначен Стив Сперриер, имеющий опыт работы в клубе НФЛ «Вашингтон Редскинс». До этого в городе базировались две профессиональных команды — «Орландо Предаторз» выступали в АФЛ c 1991 по 2016 год, а в 2001 году один сезон провела команда XFL «Орландо Рейдж».
Презентация названия и символики клуба состоялась в сентябре 2018 года. Команда, получившая название «Аполлос», вошла в Восточный дивизион лиги вместе с «Бирмингемом», «Мемфисом» и «Атлантой». Основатель лиги Чарли Эберсол пояснил, что название клуба является отсылкой к древнегреческому богу света Аполлону, так как Флорида является одним из самых солнечных штатов, и отдаёт дань памяти полёту миссии «Аполлон-11».
В соответствии с правилами лиги, клуб имеет приоритетное право подписания контрактов с игроками, выступавшими в НФЛ за «Майами Долфинс», «Тампа-Бэй Бакканирс», «Нью-Йорк Джетс» и «Нью-Йорк Джайентс», игроками КФЛ из «Гамильтон Тайгер-Кэтс», а также выпускниками тринадцати колледжей штата Флорида.

### Сезон 2019
Расписание первого сезона лиги было объявлено в октябре 2018 года. «Орландо» сыграет в первом матче в истории турнира, который состоится 9 февраля на «Спектрум Стэдиум». Соперником «Аполлос» будет «Атланта Леджендс».

## Состав команды
* На момент расформирования лиги